# José Padilha
José Bastos Padilha Neto (Rio de Janeiro, 1967. augusztus 1. –) brazil filmrendező, producer és forgatókönyvíró. Legismertebb rendezései a brazil kritikai és pénzügyi sikereket hozó Elit halálosztók, az Elit halálosztók 2. és a 2014-es Robotzsaru című filmek. Az Elit halálosztók 2008-ban elnyerte az Arany Medvét a Berlini Nemzetközi Filmfesztiválon. Ő a producere a Netflix-es Narcos című sorozatnak, amelynek főszereplője gyakori munkatársa, Wagner Moura, valamint ő rendezte a sorozat első két epizódját is.

## Élete
Padilha Rio de Janeiróban született. Mielőtt filmeket készített volna, üzleti, politikai és közgazdasági tanulmányokat folytatott Rio de Janeiróban. Az Oxfordi Egyetemen irodalmat és nemzetközi politikát tanult.
1997-ben Padilha társalapítója volt a Zazen Produçoes nevű produkciós cégnek Marcos Pradóval, akivel Oxfordban ismerkedett meg. Az elkövetkező években a Zazen Produçoes óriási szerepet játszott filmes munkásságában.

## Filmográfia

### Film
| Év   | Cím                  | Nyelv                         | Díjak       |
| ---- | -------------------- | ----------------------------- | ----------- |
| 2002 | Bus 174              | Portugál                      |             |
| 2007 | Elit halálosztók     | Portugál                      | Arany Medve |
| 2009 | Garapa               | Portugál                      |             |
| 2010 | Elit halálosztók 2.  | Portugál                      |             |
| 2010 | Secrets of the Tribe | Yanomaman/Spanyol/Olasz/Angol |             |
| 2014 | Robotzsaru           | Angol                         |             |
| 2014 | Rio, szeretlek!      | Angol                         |             |
| 2018 | 7 vérfagyasztó nap   | Angol                         |             |

### Televízió
| Év   | Cím                | Nyelv         | Megjegyzés     | Szerep                               |
| ---- | ------------------ | ------------- | -------------- | ------------------------------------ |
| 2015 | Narcos             | Angol/Spanyol | Netflix series | Rendező (2 epizód), vezető producer  |
| 2018 | Korrupciós gépezet | Portugál      | Netflix series | Director (8 epizód), vezető producer |
| 2018 | Narcos: Mexikó     | Angol/Spanyol | Netflix series | Vezető producer                      |

### Videóklipek
| Év   | Cím      | Előadó | Nyelv | Megjegyzés |
| ---- | -------- | ------ | ----- | ---------- |
| 2018 | "Let Me" | Zayn   | Angol | [ 4 ]      |

## Fordítás
- Ez a szócikk részben vagy egészben  a   José Padilha című angol Wikipédia-szócikk fordításán alapul.  Az eredeti cikk szerkesztőit annak laptörténete sorolja fel. Ez a jelzés csupán a megfogalmazás eredetét és a szerzői jogokat jelzi, nem szolgál a cikkben szereplő információk forrásmegjelöléseként.